# DJMax Respect
《DJMax Respect》是由韓國的Neowiz Games及Rocky Studio共同研發和銷售，僅在PlayStation 4平台推出的音樂遊戲。
2016年5月於韓國PlayStation開發者大會中首次向外發表，於2017年7月28日全球發售，提供英文及韓文遊戲界面。
2019年12月5日在youtube DJMAX Official頻道公開了DJMax Respect V的預告片，该作為DJMax Respect的PC版。2019年12月19日，DJMax Respect V於Steam平台上开始抢先体验；2020年3月12日，其于Steam平台正式发售。
2022年7月7日 DJMax Respect V 推出Xbox One，Xbox Series，Windows版, 支援Xbox Play Anywhere